# Parafia św. Maksymiliana Marii Kolbego w Grzmucinie
Parafia rzymskokatolicka pod wezwaniem św. Maksymiliana Marii Kolbego w Grzmucinie – jedna z 12 parafii dekanatu Radom-Wschód diecezji radomskiej.

## Historia
- Wioski Grzmucin i Bogusławice występują w dokumencie z 1191 jako uposażenie kustosza kolegiaty sandomierskiej. W administracji kościelnej należały do parafii Skaryszew. Pierwotną kaplicę w Grzmucinie, adaptowaną z budynku gospodarczego, utworzono w 1974. Poświęcona została 17 listopada 1975 przez bp. Walentego Wójcika. Murowany kościół pw. św. Maksymiliana zbudowano w latach 1974–1976 staraniem ks. Lucjana Wojciechowskiego. Jest budowlą halową, dach ma dwuspadowy i kryty blachą ocynkowaną. Parafia została erygowana przez bp. Edwarda Materskiego 1 sierpnia 1983 z wydzielonych wiosek parafii Skaryszew.

## Terytorium
- Do parafii należą: Bogusławice, Grzmucin i Maków (ul. Bogusławska i ul. Zabrodzie)[1].

## Proboszczowie
- 1978 – 1982 – ks. Ryszard Batorski
- 1982 – 1984 – ks. Wacław Mączyński
- 1984 – 1990 – ks. Andrzej Gawryś
- 1990 – 1993 – ks. Henryk Jagieło
- 1993 – 2006 – ks. Emanuel Kolatorowicz
- 2006 – 2019 – ks. Wiktor Wiącek
- 2019 – 2024 – ks. Tadeusz Krzysztof Mazur
- 2024- nadal – ks Sławomir Szustak